# پرواز خواهم کرد! بهترین‌های جیپسی کینگز
پرواز خواهم کرد! بهترین‌های جیپسی کینگز (اسپانیایی: ¡Volaré! The Very Best of the Gipsy Kings‎) یک آلبوم گردآوری‌شده از گروه موسیقی جیپسی کینگز است که در سال ۱۹۹۹ در اروپا، ژاپن و مکزیک منتشر شد و یک‌سال بعد، در سال ۲۰۰۰ میلادی نسخهٔ آمریکایی آن با حذف یک آهنگ به بازار عرضه شد.

## فهرست آهنگ‌ها و ترانه‌ها
| سی‌دی ۱ | سی‌دی ۱                               | سی‌دی ۱ |
| شماره  | نام                                  | مدت    |
| ------ | ------------------------------------ | ------ |
| ۱.     | «پرواز (در آسمان آبی نیلی‌فام)»       | ۳:۳۹   |
| ۲.     | «بامبولئو»                           | ۳:۲۴   |
| ۳.     | «جوبی جوبا»                          | ۳:۲۵   |
| ۴.     | «بـِم، بـِم، ماریا»                    | ۳:۰۴   |
| ۵.     | «با من برقص»                         | ۳:۴۵   |
| ۶.     | «برایم از او بپرسید»                 | ۳:۱۱   |
| ۷.     | «من هستم»                            | ۳:۱۱   |
| ۸.     | «بی او» (زنده)                       | ۴:۳۵   |
| ۹.     | «بیائید برقصیم»                      | ۴:۵۵   |
| ۱۰.    | «تقدیم به تو، تقدیم به تو»           | ۳:۴۵   |
| ۱۱.    | «رومبای نیکُلا»                       | ۳:۵۶   |
| ۱۲.    | «زنده نخواهم ماند»                   | ۴:۰۷   |
| ۱۳.    | «شادی» (بی‌کلام و زنده)               | ۲:۵۳   |
| ۱۴.    | «بانو» (زنده)                        | ۴:۳۷   |
| ۱۵.    | «آهای»                               | ۴:۵۰   |
| ۱۶.    | «در کنار تو»                         | ۳:۱۱   |
| ۱۷.    | «برای دلبندم (فقط برای تو)»          | ۳:۵۹   |
| ۱۸.    | «اوه ئه، اوه ئه» (زنده)              | ۳:۲۰   |
| ۱۹.    | «به روش خودم»                        | ۳:۵۲   |
| ۲۰.    | «ترکیب بهترین‌ها ۹۹ [ویرایش رادیویی]» | ۳:۵۳   |

| سی‌دی ۲ | سی‌دی ۲                           | سی‌دی ۲ |
| شماره  | نام                              | مدت    |
| ------ | -------------------------------- | ------ |
| ۱.     | «می‌خواهی که برگردی»              | ۳:۱۳   |
| ۲.     | «یک عشق»                         | ۳:۳۸   |
| ۳.     | «به من گوش کن»                   | ۴:۳۷   |
| ۴.     | «برایم بگو»                      | ۴:۰۵   |
| ۵.     | «بازنخواهم گشت»                  | ۳:۵۱   |
| ۶.     | «قدم‌زنان در امتداد خیابان»       | ۴:۱۸   |
| ۷.     | «زن»                             | ۴:۱۵   |
| ۸.     | «این دنیا»                       | ۴:۰۹   |
| ۹.     | «مهربانی» (بی‌کلام)               | ۳:۲۶   |
| ۱۰.    | «می‌خواهم بدانم» (زنده)           | ۴:۳۹   |
| ۱۱.    | «الهام» (بی‌کلام)                 | ۳:۴۲   |
| ۱۲.    | «راه»                            | ۵:۰۴   |
| ۱۳.    | «رنج محزون»                      | ۴:۳۱   |
| ۱۴.    | «تندباد شن»                      | ۵:۲۸   |
| ۱۵.    | «شور و شوق» (بی‌کلام)             | ۳:۰۲   |
| ۱۶.    | «عشق من»                         | ۴:۳۰   |
| ۱۷.    | «من هیچ وابستگی عاطفی ندارم»     | ۳:۱۶   |
| ۱۸.    | «هتل کالیفرنیا (میکس اسپانیایی)» | ۵:۴۶   |

## گواهینامه‌ها
| منطقه                             | گواهی | واحد گواهی‌شده/فروش |
| --------------------------------- | ----- | ------------------ |
| کانادا (میوزیک کانادا)            | طلا   | ۵۰٬۰۰۰^            |
| بریتانیا (بی‌پی‌آی)                 | نقره  | ۶۰٬۰۰۰^            |
| ایالات متحده (آرآی‌ای‌ای)           | —     | ۲۴۵٬۰۰۰            |
| ^ رقم توزیع تنها بر پایهٔ گواهی‌ها. |       |                    |